# Eliška Ullrichová
Eliška Ullrichová (8. listopadu 1905 [uváděno též 8. listopadu 1906] Bolevec – 18. května 1954 Praha) byla česká a československá politička Komunistické strany Československa a poválečná poslankyně Ústavodárného Národního shromáždění.

## Biografie
Vystudovala obchodní školu v Plzni a stala se úřednicí dělnického výboru v plzeňském podniku Škoda. V období let 1922–1925 byla členkou sociálně demokratické mládežnické organizace. Roku 1925 vstoupila do KSČ. Od roku 1929 byla vedoucí funkcionářkou ženského oddělení sekretariátu KV KSČ a funkcionářkou Rudé pomoci. V roce 1929 po V. sjezdu KSČ podpořila kurz bolševizace strany. Od obecních voleb roku 1935 byla členkou obecního zastupitelstva města Plzně. V roce 1936 se provdala za plzeňského komunistického funkcionáře Josefa Ullricha (byl stejně jako ona stoupencem bolševického křídla strany, v 50. letech působil jako velvyslanec Československa v Londýně). Za okupace ji několikrát zatklo gestapo, naposledy v srpnu 1944. Byla po dobu jednoho roku vězněna v Terezíně, později v Ravensbrücku a odtud podstoupila pochod smrti.
V červnu 1945 se vrátila do Plzně. Zapojila se opět do veřejného a politického dění. Působila jako tajemnice předsednictva KV KSČ a náležela do užšího okruhu stoupenců svého manžela, který zastával vlivné posty v krajském vedení strany. Vliv tohoto křídla ale po roce 1947 v rámci rivality vnitrostranických skupin v Plzni opadl.
V parlamentních volbách v roce 1946 byla zvolena poslankyní Ústavodárného Národního shromáždění za KSČ. Setrvala zde do konce funkčního období, tedy do voleb do Národního shromáždění roku 1948. Na kandidátní listinu pro volby roku 1948 nebyla pod záminkou nemoci zařazena, respektive byla z navrhované kandidátní listiny odstraněna. Nahradila ji Jaroslava Krafková. Ullrichová se obrátila na plénum KV KSČ s žádostí o vysvětlení důvodů zrušení své kandidatury, ale krajské vedení strany zahájilo vůči jejím podporovatelům vyšetřování krajskou disciplinární komisí.
Zemřela v květnu 1954 v Praze.